# Baboussia
Pour plus de détails, voir Fiche technique et Distribution.
Baboussia (Бабуся) est un film russe de Lidia Bobrova, sorti en 2003.

## Synopsis
Aujourd'hui âgée de 80 ans, Baboussia (ce qui signifie "mémé" en russe) s'est toujours dévouée pour son pays et sa famille. Elle a creusé des tranchées à Stalingrad durant la guerre. Elle a élevé ses enfants, ainsi que les enfants de ses enfants. Maintenant elle vit chez sa fille Vera et son gendre. Alors que sa santé faiblit, elle espère être aidée à son tour, mais malheureusement sa fille meurt. La vieille femme se trouve donc contrainte de chercher refuge auprès de ses petits-enfants et de parents proches...

## Commentaire
Portrait saisissant de la Russie contemporaine, Baboussia est aussi le reflet de l'état moral de la société russe. Peu importe leur statut, homme d'affaires ingrat, réfugié, journaliste engagée, nouveau riche ou éternel pauvre, aucun ne souhaite s'encombrer d'une vieille dame, qui s'est pourtant héroïquement dépensée sans compter toute sa vie, pour ses proches, et leur a tout donné.

## Fiche technique
- Titre en France : Baboussia
- Titre original : Бабуся
- Réalisation : Lidia Bobrova
- Scénario : Lidia Bobrova
- Photographie : Valery Revitch
- Montage : Tatiana Bistrova
- Décor : Pavel Novikov
- Durée : 97 minutes
- Distributeur : K-Films Amérique (Québec)

## Distribution
- Nina Choubina (actrice non professionnelle) : Baboussia/Grand-mère Tossia
- Anna Ovsiannikova : Anna, sœur de Tossia
- Vladimir Koulakov : Victor, neveu de Tossia
- Olga Onichtchenko : Liza, nièce de Tossia
- Serguei Anoufriev : Nicolas, amoureux de Liza et fils de Valia
- Youri Ovsianko : Ivan, beau-fils de Tossia
- Valentina Tcherkozianova : Valia, voisine de Anna
- Maria Lobatchova : Taia, petite-fille de Tossia
- Serguei Gamov : Tolik, petit-fils de Tossia
- Tamara Tsiganova : Macha, femme de Tolik
- Polia Tilgue : Olia, arrière-petite-fille de Tossia
- Serguei Kabanovski : Léonid, mari de Liouba (petite-fille de Tossia)
- Pavel Derevianko : ami de Victor

## Récompenses
- Prix spécial du jury et prix du jury œcuménique remis à Lidia Bobrova au Festival international du film de Karlovy Vary en 2003.
- Nomination à l'étoile d'or au Festival international du film de Marrakech en 2003.
- Cygne d'or du meilleur scénario et prix du public au Festival de Copenhague en 2004.
- Grand prix du Cinéma Européen en Essonne en 2003

## Anecdotes
- La réalisatrice explique qu'elle n'a pas trouvé d'actrice professionnelle qui corresponde à ses attentes pour le personnage de Baboussia, et qu'elle a donc cherché longtemps une actrice non-professionnelle. C'est ainsi qu'elle a trouvé Nina Choubina.
- Tossia est le diminutif d'Antonina[1].